# Húsavík
Pour l’article homonyme, voir Húsavík (îles Féroé).
Húsavík est une localité islandaise de la municipalité de Norðurþing située au nord de l'île, dans la région de Norðurland eystra. En 2011, la ville comptait 2 237 habitants.

## Géographie
Húsavík est située au bord de la baie de Skjálfandi, à 480 km par la route de la capitale Reykjavik.
La géologie de la région est variée, avec d'anciennes mines de silice et aussi de lignite, alors que la région du lac Mývatn avec ses sites volcaniques se trouve à un peu plus de 50 km, alors que la dorsale médio-Atlantique rejoint l'océan dans le secteur de Kelduhverfi à moins de 20 km à l'est.

## Histoire
D'après le Landnámabók, Húsavík fut le premier lieu islandais colonisé par les Scandinaves. Le premier Viking qui séjourna en Islande, passa un hiver ici vers l'an 870. Il s'appelait Garðar Svavarson, venait de Suède et donna à l'île son premier nom connu : Garðarshólmur. Un monument à sa mémoire a été placé devant l'école.

## Toponymie
Le nom de la ville signifie « baie des maisons » en référence à celle de Garðar Svavarson qui était la seule en Islande.

## Administration

### Jumelages[1]
| - Karlskoga (Suède) - Fredrikstad (Norvège) - Riihimäki (Finlande) - Aalborg (Danemark) - Qeqertarsuaq (Groenland) - Fuglafjørður (Îles Féroé) - Eastport (Maine) (États-Unis) |

## Démographie
| Année      | 2001  | 2002  | 2003  | 2004  | 2005  | 2006  | 2007  | 2008  | 2009  | 2010  | 2011  | 2012  | 2013  | 2014  | 2015  | 2016  | 2017  | 2018  | 2019  | 2020  | 2021  |
| Population | 2 411 | 2 392 | 2 384 | 2 358 | 2 320 | 2 272 | 2 280 | 2 258 | 2 276 | 2 226 | 2 234 | 2 232 | 2 228 | 2 205 | 2 189 | 2 189 | 2 202 | 2 336 | 2 359 | 2 414 | 2 383 |

## Économie
Húsavik, petite ville portuaire, a connu un fort développement du tourisme au cours des dernières années, principalement centré sur l'observation des baleines. Elle est aujourd'hui considérée comme la capitale de l'Europe pour l'observation de celles-ci.
Plusieurs espèces y sont présentes, notamment la baleine à bosse, la baleine de Minke et la baleine pilote. Elles viennent chaque année durant la saison estivale pour se nourrir. Différentes espèces de dauphins dont le dauphin à bec blanc sont également observables dans la baie.

## Patrimoine culturel

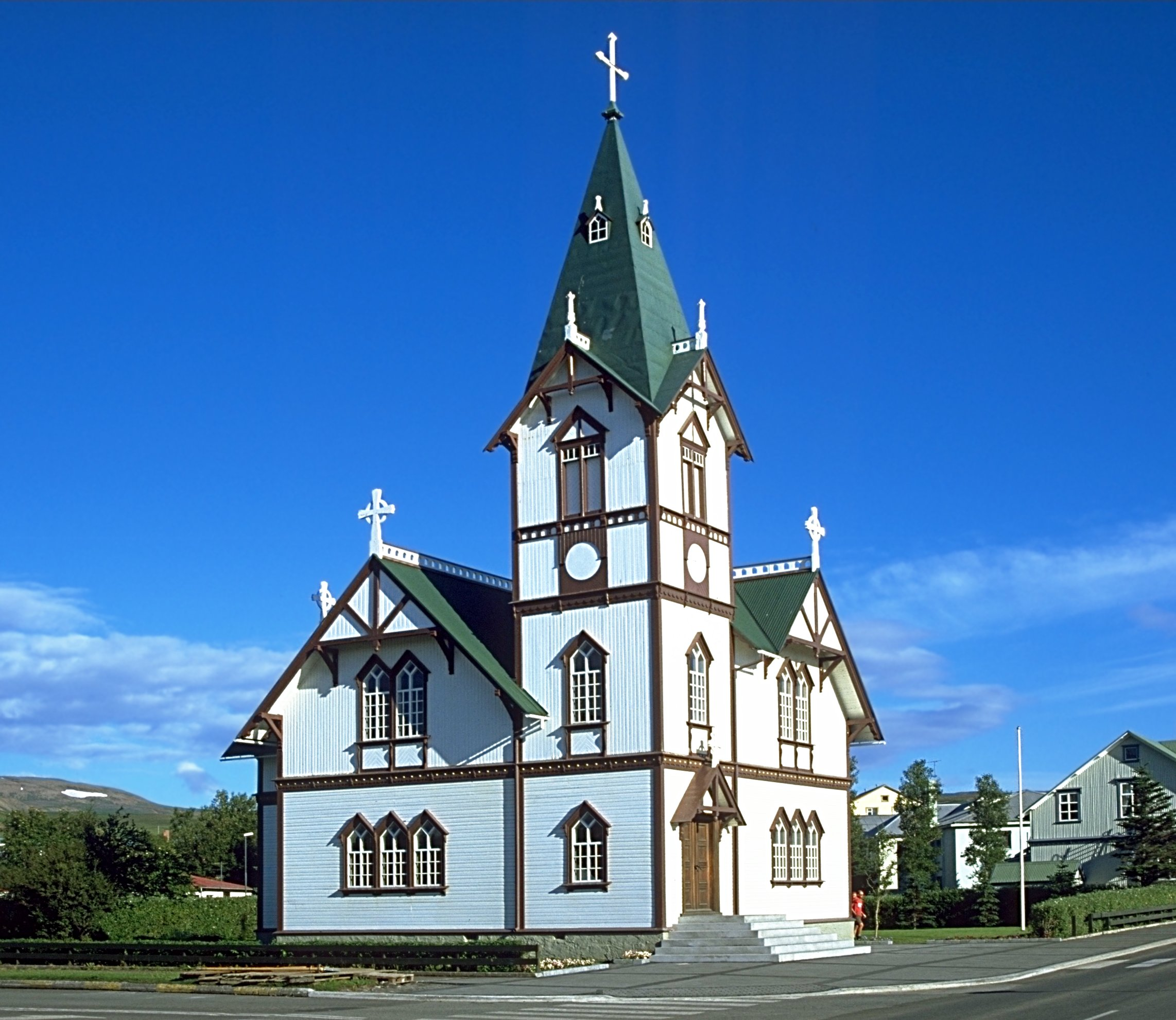
L'église de la ville (1907).

Le principal bâtiment remarquable de la ville est l'église en bois construite en 1907.
Une chanson est consacrée à la ville dans le film réalisé par David Dobkin : Eurovision Song Contest: The Story of Fire Saga, le titre est interprété par Molly Sandén.

## Tourisme
La région de Mývatn avec sa géologie intéressante et sa faune diverse est proche. Le parc national de Jökulsárgljúfur, le canyon d'Ásbyrgi et les cascades Dettifoss, Hafragilsfoss et Selfoss sont également proches. Le tout est regroupé sous la dénomination touristique de Cercle de diamant.

## Personnalités liées à la localité
- Garðar Svavarson, premier colon scandinave en Islande.
- Birgitta Haukdal, chanteuse.